# Aglaophenia plumosa
Aglaophenia plumosa är en nässeldjursart som beskrevs av V.S. Bale 1882. Aglaophenia plumosa ingår i släktet Aglaophenia och familjen Aglaopheniidae. Inga underarter finns listade i Catalogue of Life.